# William Fallowfield
Pas d'image ? Cliquez ici
William Fallowfield dit Bill Fallowfield est un ancien entraîneur et dirigeant de rugby à XIII anglais. Il occupe le poste de sélectionneur de la Grande-Bretagne lors de trois éditions de la Coupe du monde, remportant l'édition de 1960 avec pour capitaine Eric Ashton. Il travaille dans les années 1970 en tant que secrétaire de la Fédération internationale de rugby à XIII. Il est à l'origine de la règle des quatre plaquages en rugby à XIII la proposant en 1966 et qui fut accepté par la fédération internationale dans l'objectif de fluidifier le jeu, il est depuis 1972 de six plaquages et au lieu d'une mêlée, le ballon est rendu à l'adversaire depuis 1983. Elle intervient alors que le club de St. George Dragons remportait son onzième titre du Championnat de Nouvelle-Galles du Sud d'affilée en Australie, ainsi les autorités australiennes sont alors plus enclins à introduire la règle pour rendre le jeu plus compétitif.

## Palmarès

### En tant qu'entraîneur
- Collectif :
  - Vainqueur de la Coupe du monde : 1960 (Grande-Bretagne).
  - Finaliste de la Coupe du monde : 1957 (Grande-Bretagne).